# Weissenbach an der Triesting
Weissenbach an der Triesting là một thị trấn ở huyện Baden trong bang Niederösterreich ở nước Áo. Đô thị này có diện tích 15,93 km², dân số năm 2001 là 1684 người.